# Armentari d'Antíbol
Armentari o Hermenteri d'Antíbol o de Lerina (Gàl·lia, s. IV - Antíbol, 451) va ser bisbe d'Antíbol entre 442 i 451. És venerat com a sant per diverses confessions cristianes, particularment a les diòcesis de Niça i del Frejús.

## Biografia
Va ser un dels primers bisbes d'Antíbol, nomenat abans de 442 pel papa Lleó I. Participà en el concili de Vaison de 442. Fou un dels dinou bisbes que enviaren una súplica a Lléo I, cap al 450, per obtenir-ne la restitució dels drets de l'església d'Arle; els papa envià una carta a Raveni d'Arle demanant-li que confessés la fe comuna per ell mateix i pels seus companys.
Segons una tradició, que sembla que no té fonament, es va retirar al monestirs de l'illa de Lerina, on hauria mort.

## Veneració

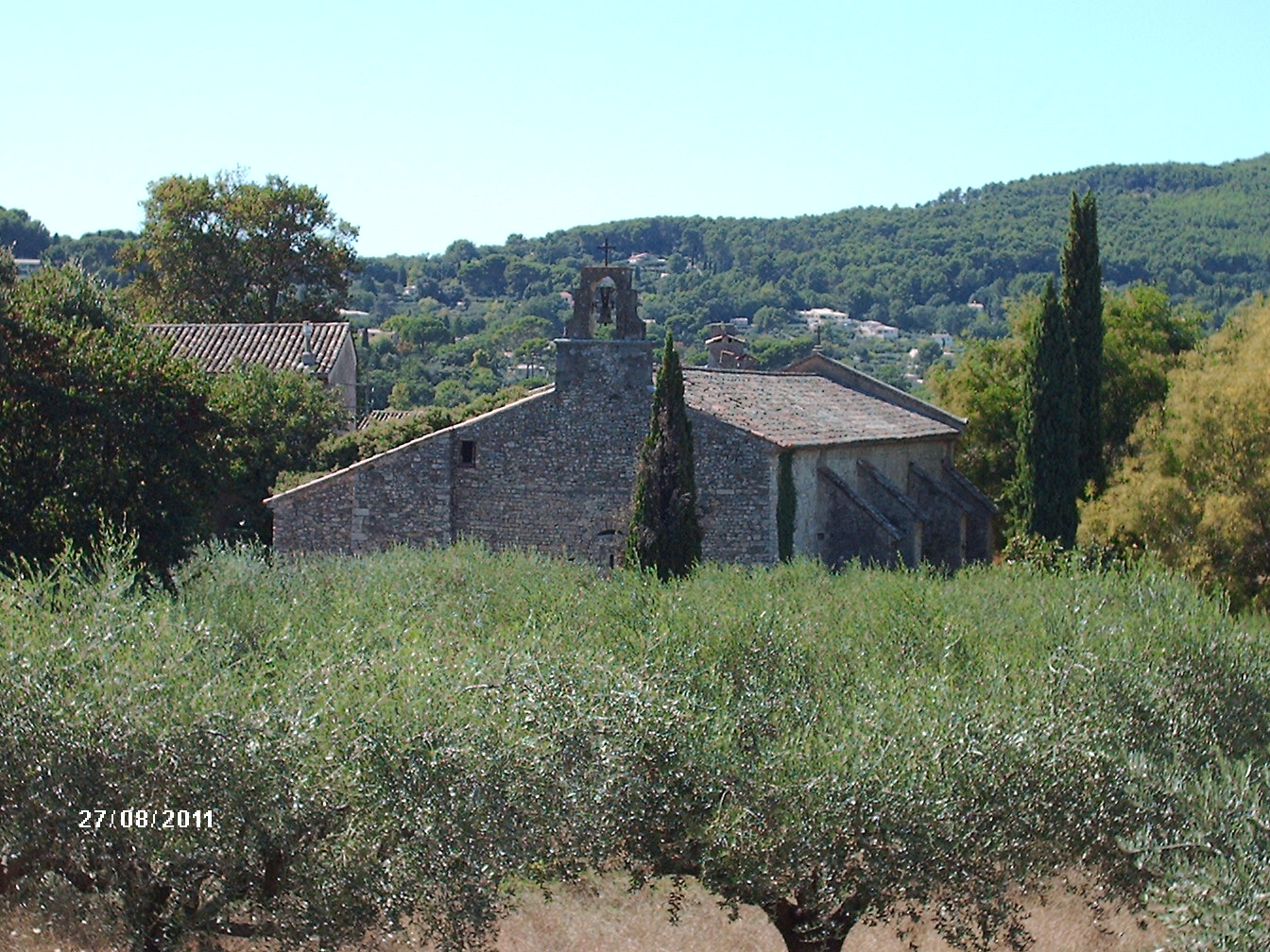
Capella de Sant Armentari, a Draguinhan.

Tingué un culte present a Antíbol i, des del segle xiii, a Grassa, on es traslladà la seu de la diòcesi d'Antíbol. Armentari és patró de Draguinhan, on l'església en guarda relíquies.

### Llegendes
La llegenda popular diu que, juntament amb Honorat d'Arle, va vèncer un drac que assolava el territori i la vila de Draguinhan. La llegenda es basa, potser, en la lluita del bisbe contra l'heretgia. La llegenda diu que el lloc es deia Griminum, i que arran d'aquest fet llegendari, canvià el nom a Dragonia, d'on derivà a Draguinhan.